# Lamprosema
Lamprosema é um gênero de mariposa pertencente à família Crambidae.